# Harlekijnkoraalslang
De harlekijnkoraalslang (Micrurus fulvius) is een slang uit de familie koraalslangachtigen (Elapidae).

## Naam en indeling
De wetenschappelijke naam van de soort werd voor het eerst voorgesteld door Carl Linnaeus in 1766. Oorspronkelijk werd de wetenschappelijke naam Coluber fulvius gebruikt en de slang werd lange tijd tot het niet meer erkende geslacht Elaps gerekend.
De soortaanduiding fulvius betekent vrij vertaald 'rood-geel'.
Vroeger werden verschillende ondersoorten onderscheiden, zoals Micrurus fulvius tener, maar deze worden tegenwoordig als aparte soorten beschouwd, zoals in dit geval Micrurus tener. Omdat deze voormalige ondersoort ook in Mexico voorkomt, wordt vaak vermeld dat de harlekijnkoraalslang hier ook leeft, wat dus sinds de afsplitsing niet meer het geval is.

## Levenswijze
Het voedsel bestaat uit langwerpige hagedissen en kleinere slangen. Het zijn kruipende slangen die echter goed kunnen klimmen, zoals in bomen of hutten. De vrouwtjes zetten eieren af, de jongen lijken al direct op de ouderdieren en zijn 18 tot 23 centimeter lang als ze het ei verlaten. Als de slang wordt verstoord richt het dier zijn staart op en krult deze op zodat een aanvaller denkt dat het de kop betreft.

## Uiterlijke kenmerken
De harlekijnkoraalslang bereikt een lichaamslengte van 51 tot 76 centimeter met uitschieters tot iets meer dan 120 cm. De kop is lastig te onderscheiden van het lichaam door het ontbreken van een duidelijke insnoering.
De slang doet denken aan een kruipende zuurstok door de zwarte basiskleur met brede, rode banden die weer dun geel omzoomd zijn en over het gehele lichaam lopen, zelfs op de buikzijde. De snuitpunt is altijd zwart en hierachter is een brede, gele band gelegen. Achter de nek begint het echte kleurpatroon; brede zwarte en rode banden met daartussen steeds een smalle, gele band. De eerste zwarte band vanaf de voorzijde bezien raakt de pariëtale schub niet, wat een belangrijk onderscheid is met gelijkende soorten. Op de rode banden zijn zwarte vlekjes aanwezig die soms samensmelten tot een grotere zwarte vlek. Dit kleurpatroon wordt door verschillende koningsslangen (geslacht Lampropeltis) geïmiteerd omdat koraalslangen zeer giftig zijn. Het imiteren van giftige soorten door niet-giftige soorten wordt wel mimicry genoemd.

## Giftigheid
Zoals bij veel slangen bepaalt niet alleen het soort gif, maar ook de hoeveelheid is relevant voor de giftigheid van een soort. Omdat de harlekijnkoraalslang het gif direct in een lichaamsader kan spuiten, en niet zoals veel andere slangen eerst een kauwbeweging moet maken, is dit dier erg gevaarlijk. Het is geen agressieve soort die alleen bijt als hij in het nauw gedreven wordt. Een typisch kenmerk van de harlekijnkoraalslang is de zwarte snuitpunt in plaats van een rode bij de onschuldige soorten, het beste is echter om alle slangen voor de zekerheid met rust te laten. Hoewel het rationeel beter lijkt om de slang na een beet mee te nemen naar het ziekenhuis ter bepaling van de soort, vallen juist bij het vangen of doden van de dieren de meeste slachtoffers.

## Verspreiding en habitat
Deze soort komt voor in delen van Noord-Amerika en leeft endemisch in de Verenigde Staten. De slang is hier aangetroffen in de staten Texas, Louisiana, Arkansas, Mississippi, Alabama, Georgia, Florida, South Carolina en North Carolina. De habitat bestaat uit gematigde bossen en scrublands.

## Beschermingsstatus
Door de internationale natuurbeschermingsorganisatie IUCN is de beschermingsstatus 'veilig' toegewezen (Least Concern of LC).